# Інкатсаф 6
Інкатсаф 6 (англ. Inkahtsaph 6) — індіанська резервація в Канаді, у провінції Британська Колумбія, у межах регіонального округу Фрейзер-Велі.

## Населення
За даними перепису 2016 року, індіанська резервація не ма постійного населення.

## Клімат
Середня річна температура становить 8,1°C, середня максимальна – 21,1°C, а середня мінімальна – -8,9°C. Середня річна кількість опадів – 816 мм.
| Клімат поселення                              | Клімат поселення | Клімат поселення | Клімат поселення | Клімат поселення | Клімат поселення | Клімат поселення | Клімат поселення | Клімат поселення | Клімат поселення | Клімат поселення | Клімат поселення | Клімат поселення | Клімат поселення |
| Показник                                      | Січ.             | Лют.             | Бер.             | Квіт.            | Трав.            | Черв.            | Лип.             | Серп.            | Вер.             | Жовт.            | Лист.            | Груд.            |                  |
| Середній максимум, °C                         | 2,92             | 6,55             | 10,18            | 13,84            | 17,71            | 21,02            | 20,56            | 21,09            | 16,85            | 11,40            | 5,34             | 1,61             |                  |
| Середня температура, °C                       | −2,97            | 0,68             | 4,29             | 7,95             | 11,82            | 15,14            | 17,75            | 18,28            | 14,04            | 8,59             | 2,52             | −1,21            |                  |
| Середній мінімум, °C                          | −8,86            | −5,22            | −1,6             | 2,06             | 5,93             | 9,26             | 14,94            | 15,46            | 11,23            | 5,79             | −0,29            | −4,02            |                  |
| Норма опадів, мм                              | 116              | 81               | 70               | 44               | 39               | 36               | 28               | 29               | 44               | 86               | 123              | 120              |                  |
| Середньомісячна швидкість вітру, м/с          | 2.09             | 2.10             | 2.30             | 2.60             | 2.40             | 2.40             | 2.20             | 2.00             | 1.76             | 1.88             | 2.00             | 2.00             |                  |
| Середньомісячна сонячна радіація, кДж/м²·день | 3208             | 6370             | 10546            | 15624            | 19230            | 20818            | 21912            | 18818            | 13349            | 7369             | 3582             | 2506             |                  |
| --------------------------------------------- | ---------------- | ---------------- | ---------------- | ---------------- | ---------------- | ---------------- | ---------------- | ---------------- | ---------------- | ---------------- | ---------------- | ---------------- | ---------------- |
| Джерело:                                      |                  |                  |                  |                  |                  |                  |                  |                  |                  |                  |                  |                  |                  |